# Palmonia hermonensis
Palmonia hermonensis là một loài ruồi trong họ Tachinidae.